# Универзитет Привредна академија
Универзитет Привредна академија је приватни универзитет у Новом Саду. Основан је 6. октобра 2000. Други је приватни универзитет по броју студената у Србији, уз константни раст током година.
Основао га је Славко Царић као први акредитовани приватни универзитет у Војводини. Састоји се од једанаест факултета у неколико градова Србије који покривају више научних поља. Остварује сарадњу са бројним привредним и другим образовним установама широм света.

## Историја
Основан је 2000. године са циљем да у условима убрзане реконструкције привреде, државе и правосуђа, образује кадрове из области права и економије, који ће већ у току школовања примењујући знање из целог света, бити оспособљени да самостално решавају сложене проблеме у привреди, као и да се оспособе за оне циљеве и задатке, у привреди и друштву, који се очекују у наредном периоду.
Универзитет Привредна академија чврсто је позициониран на домаћем тржишту високог образовања. Универзитет је акредитован од стране Комисије за акредитацију и проверу квалитета Министарства просвете и науке Републике Србије и поседује Дозволу за рад издату од стране Покрајинског секретаријата за науку и технолошки развој.
Сарадња са привредом и међународна сарадња веома су важан фактор развоја Универзитета и факултета у његовом саставу. Због тога је на нивоу Универзитета Привредна академија у Новом Саду формиран Центар за међународну сарадњу. Основни циљ је интернационализација: реализација заједничких пројеката, мобилност студената и наставног кадра. На нивоу Универзитета до сада је потписан велики број уговора о сарадњи са високошколским институцијама европских земаља. На тај начин постиже се транспарентност науке и интернационализација диплома.

## Организација
Универзитет Привредна академија у свом саставу има једанаест факултета у више градова Србије:
- Правни факултет за привреду и правосуђе у Новом Саду
- Факултет за економију и инжењерски менаџмент у Новом Саду
- Стоматолошки факултет у Панчеву
- Факултет за примењени менаџмент, економију и финансије у Београду
- Фармацеутски факултет, Нови Сад
- Факултет савремених уметности, Београд
- Факултет за европске правно-политичке студије у Београду
- Факултет друштвених наука, Београд
- Факултет примењених наука у Нишу
- Факултет организационих студија, Београд
- Европски факултет у Београду